# Pussay
Pussay – miejscowość i gmina we Francji, w regionie Île-de-France, w departamencie Essonne.
W Pussay znajdują się pierwsze w regionie Île-de-France turbiny wiatrowe wchodzące w skład farmy wiatrowej zarządzanej przez firmę Théolia (farma w większej części położona jest na terenie departamentu Eure-et-Loir).
Według danych na rok 1990 gminę zamieszkiwały 1494 osoby, a gęstość zaludnienia wynosiła 129 osób/km² (wśród 1287 gmin regionu Île-de-France Pussay plasuje się na 551. miejscu pod względem liczby ludności, natomiast pod względem powierzchni na miejscu 299.).